# Hister saegeri
Hister saegeri är en skalbaggsart som beskrevs av Thérond 1959. Hister saegeri ingår i släktet Hister och familjen stumpbaggar. Inga underarter finns listade i Catalogue of Life.